# Johann Arndt
Pour les articles homonymes, voir Arndt.
Johann Arndt, né le 27 décembre 1555 à Ballenstedt et mort le 11 mai 1621 à Celle, est un théologien luthérien allemand.

## Biographie
Né à Edderitz ou à Ballenstedt dans le Duché d'Anhalt, Johann Arndt est le fils du pasteur Jacob Arndt. Outre l'enseignement reçu de son père, il suit les cours des écoles de Aschersleben, Halberstadt et Magdebourg. Puis, à partir de 1575, il étudie à l'Université de Helmstedt les arts libéraux et la médecine. En 1581, il aurait été à l'Université de Wittenberg pour y suivre les cours de théologie de Polycarpe Leyser l'Ancien (de). Là il participe à la controverse crypto-calviniste et se trouve du côté de Mélanchthon. Il poursuit ses études à l'Université de Strasbourg où il est fortement influencé par le professeur d'hébreu Jean Pappus, un luthérien très anti-calviniste, puis il se rend à l'Université de Bâle où il suit l'enseignement de Simon Sulzer (de). En 1582, il retourna en Anhalt. Après sa consécration en 1583 à Bernbourg, le prince Joachim Ernst lui confie en 1584 la paroisse luthérienne de Badeborn.
Le prince Joachim Ernest avait adopté la Formule de Concorde de 1577, mais n'en avait pas moins promulgué en 1585 une confession de foi séparée. En 1589, son successeur, le prince Jean-Georges Ier exigea une modification de ce texte afin d'abolir l'obligation de la formule d'exorcisme dans le rituel du baptême. Arndt s'opposa à cette idée et refusa ensuite de se soumettre à la nouvelle confession de foi. Le 10 septembre 1590, Arndt publia une déclaration pour se justifier. Quelques jours plus tard, il était privé de son bureau et puis expulsé de la principauté de Anhalt. Si Arndt s'était ainsi opposé au prince, c'est qu'il pensait que ce dernier faisait là un premier pas vers une adhésion de la principauté au calvinisme et, en effet, en 1596, le prince Jean-Georges Ier introduisit le calvinisme dans ses états. En 1590 Arndt retrouva un poste pastoral à Quedlinbourg, où il resta jusqu'en 1599, puis il travailla à Brunswick jusqu'en 1609, à Eisleben puis, de 1611 jusqu'à sa mort en 1621 comme surintendant général de la  principauté de Lunebourg-Celle.

## Théologie
Johann Arndt est entre autres touché par l'influence des mystiques chrétiens du Moyen Âge et a relu et réédité des textes mystiques médiévaux tels que la Theologia Germanica (en) ou les écrits de Thomas a Kempis ou de Jean Tauler. Il a ensuite compilé son propre livre, Wahres Christentum (« le vrai christianisme »), dont les 4 tomes, parus en 1609, ont compté parmi les textes les plus influents de son époque ; traduit dans la plupart des langues européennes, il a servi de base à de nombreux livres de dévotion, tant catholiques et protestants. Arndt y aborde le thème de l'union mystique entre le croyant et le Christ et il s'efforce, en attirant l'attention sur la vie du Christ dans son peuple, de corriger le côté presque entièrement physique et historique de la théologie de la Réforme protestante, qui accordait une attention presque exclusive à la mort du Christ pour son peuple. Il publie ensuite en 1612 un autre ouvrage, Paradiesgärtlein aller christlichen Tugenden (« le petit jardin du paradis de toutes les vertus chrétiennes »), également très populaire. « Le vrai christianisme » connut 123 éditions jusqu'en 1740.

## Influence
Les divers élans spirituels de Johann Arndt rencontrent l'opposition farouche du théologien Lucas Osiander le Jeune, mais les œuvres de Arndt ont finalement nourri et renforcé le mouvement du piétisme allemand. Ces œuvres sont traduites dans la plupart des langues européennes et dans de nombreuses langues non européennes. Philipp Jacob Spener, le fondateur du piétisme, recommandait la lecture du « vrai christianisme » et comparait son auteur à Platon.
Avec la traduction de Simeon Todorskijs en 1735 à Halle, le « vrai christianisme » a commencé à développer un impact en Russie qui reste difficile à estimer. Après près d'une décennie de diffusion incontrôlée, le travail de Arndt a été interdite en Russie en 1743 ici en raison de l'absence de censure. Il établit, entre autres, que les trois évêques canonisés Tikhon de Zadonsk, Arseniy Mazejewitch et Makari Glucharew ont utilisé la traduction russe du livre de dévotion.
Les quatre Livres du « vrai christianisme » furent traduits en français par Samuel de Beauval à la demande du Comte Zinzendorf qui voulait les faire découvrir à un prélat catholique français, le cardinal de Noailles, ami de Fénelon.

### Sources
- Marie-Nicolas Bouillet  et Alexis Chassang (dir.), « J. Arnd » dans Dictionnaire universel d’histoire et de géographie, 1878 (lire sur Wikisource)